# Philodendron borgesii
Philodendron borgesii är en kallaväxtart som beskrevs av George Sydney Bunting. Philodendron borgesii ingår i släktet Philodendron och familjen kallaväxter. Inga underarter finns listade.